# Brontispa chalybeipennis
Brontispa chalybeipennis är en skalbaggsart som först beskrevs av Zacher 1913.  Brontispa chalybeipennis ingår i släktet Brontispa och familjen bladbaggar. Inga underarter finns listade i Catalogue of Life.